# Lennon, Finistère
Lennon (tiếng Breton: Lennon) là một xã của tỉnh Finistère, thuộc vùng Bretagne, miền tây bắc Pháp.

## Dân số
Người dân ở Lennon được gọi là Lennonais.